# Бртњице
Бртњице (чеш. Brtnice) град је у Чешкој Републици. Град се налази у управној јединици Височина крај, у оквиру којег припада округу Јихлава.

## Становништво
Према подацима о броју становника из 2014. године град је имао 3.709 становника.

## Партнерски градови
- Orpund